# Pallamano Mezzocorona
La A.S.D. Pallamano Mezzocorona, nota come Metallsider Mezzocorona, è una società di pallamano avente sede nella città di Mezzocorona in provincia di Trento, fondata nel 1974.
La squadra femminile milita attualmente in Serie A1 che è il massimo livello del campionato nazionale italiano di pallamano femminile.
La squadra maschile è iscritta al campionato di Serie B, dopo aver militato in massima serie dal 2010 al 2018. Entrambe le formazioni disputano le proprie gare interne presso il Palasport di Mezzocorona, meglio conosciuto come PalaFornai.

## Storia
L'A.S.D. Pallamano Mezzocorona è stata fondata nell'anno 1974 partecipando al primo campionato seniores maschile di serie C nazionale. Nel 1990 ha incorporato la società femminile U.S. Garibaldina, completando così l'arco di attività rivolto ad entrambi i sessi.
Fino alla stagione 1996-1997 fa la spola tra le serie C e B; nel 1998 coglie la promozione in serie A2 per la prima volta nella sua storia.
Nella stagione 2010-11 viene promossa in massima serie nella quale milita fino alla stagione 2017-2018.
Dalla stagione 2018-2019 milita in Serie A2 con una squadra nuova e ringiovanita.

## Partecipazioni

### Campionati di 1º e 2º livello
| Livello | Categoria       | Partecipazioni | Debutto | Ultima stagione | Totale |
| ------- | --------------- | -------------- | ------- | --------------- | ------ |
| 1°      | Serie A-1ª D.N. | 6              | 2012-13 | 2017-18         | 8      |
| 1°      | Serie A Élite   | 2              | 2010-11 | 2011-12         | 8      |
| 2°      | Serie A1        | 4              | 2005-06 | 2009-10         | 14     |
| 2°      | Serie A2        | 8              | 1998-99 | 2018-19         | 14     |
| 2°      | Serie B         | 2              | 1976-77 | 1982-83         | 14     |

### Coppe nazionali
| Coppa        | Partecipazioni | Debutto | Ultima stagione |
| ------------ | -------------- | ------- | --------------- |
| Coppa Italia | 4              | 1998-99 | 2011-12         |

## Palasport
La Pallamano Mezzocorona disputa le proprie gare casalinghe presso il Palasport di Mezzocorona. L'impianto è sito in via Fornai 1 ed ha una capienza di circa 500 spettatori. La gestione dell'impianto è affidata alla società Sportcorona.

## Rosa 2023-2024

### Femminile
| N° | Naz.               | Ruolo | Sportivo               | Anno |  |  |
| -- | ------------------ | ----- | ---------------------- | ---- |  |  |
| 1  | Italia (bandiera)  | P     | Ellen Wiedenhofer      | 2005 |  |  |
| 12 | Italia (bandiera)  | P     | Elena Pedron           | 2004 |  |  |
| 16 | Grecia (bandiera)  | P     | Niki Ratsika           | 1997 |  |  |
| 64 | Italia (bandiera)  | P     | Sabine Tenaglia        | 2006 |  |  |
| 2  | Tunisia (bandiera) | T     | Dorra Chandarli        | 2002 |  |  |
| 3  | Italia (bandiera)  | PV    | Enrica Terrana         | 1992 |  |  |
| 5  | Italia (bandiera)  | A     | Giorgia Fusina         | 2004 |  |  |
| 6  | Italia (bandiera)  | T     | Jessica Lona           | 1998 |  |  |
| 9  | Italia (bandiera)  | A     | Martina Betta          | 2003 |  |  |
| 11 | Italia (bandiera)  | T     | Annachiara Campestrini | 2003 |  |  |
| 15 | Italia (bandiera)  | T     | Magdalena Plattner     | 2005 |  |  |
| 17 | Italia (bandiera)  | T     | Roberta Demattio       | 1995 |  |  |
| 22 | Italia (bandiera)  | T     | Luisa Dalla Valle      | 2001 |  |  |
| 23 | Italia (bandiera)  | T     | Arianna Mazzucchi      | 2006 |  |  |
| 25 | Italia (bandiera)  | PV    | Elisa Giovannini       | 2004 |  |  |
| 32 | Italia (bandiera)  | A     | Alessandra Bassanese   | 1996 |  |  |
| 33 | Italia (bandiera)  | A     | Eleonora Italiano      | 1992 |  |  |
| 36 | Brasile (bandiera) | T     | Juliana Nunes Santos   | 1998 |  |  |
| 42 | Italia (bandiera)  | PV    | Julia Wiedenhofer      | 2006 |  |  |
| 46 | Italia (bandiera)  | PV    | Marika Pilati          | 2003 |  |  |

### Staff
- Allenatore:  Sonia Giovannini
- Vice allenatore:  Nikolay Boev